# Иванова, Елизавета Фёдоровна (Герой Социалистического Труда)
Елизавета Фёдоровна Иванова (6 июля 1923, Уральская область — 4 марта 1975, Балхаш) — передовик производства, машинист мостового крана Балхашского горнометаллургического комбината, Карагандинская область, Казахская ССР. Герой Социалистического Труда (1960).

## Биография
Родилась в 1923 году на территории современной Курганской области. Русская. Её мать Н. И. Иванова была в числе первых строителей Балхашского горнометаллургического комбината.
16 февраля 1940 года начала свою трудовую деятельность ученицей крановщика в дробильном цехе Балхашского горнометаллургического комбината, встав у пульта управления вагоноопрокидывателя. Потом работала помощником машиниста, затем сменным электриком. С 1948 года работала машинистом 100-тонного мостового крана, который обслуживал ремонт оборудования и расчистку загрузочной щели дробилки при перекрытии крупнокусковой рудой в дробильном цехе комбината.
В 1960 году за выдающиеся трудовые достижения удостоена звания Героя Социалистического Труда.
С 1961 года являлась членом женсовета города Балхаша, работала в цеховом комитете профсоюза.
Была избрана депутатом Балхашского городского и Карагандинского областного Советов депутатов трудящихся.
Умерла 4 марта 1975 года в городе Балхаше Джезказганской области Казахской ССР, ныне город областного подчинения Карагандинской области Республики Казахстан.

## Награды
- Герой Социалистического Труда, 7 марта 1960 года
  - Орден Ленина № 330476
  - Медаль «Серп и Молот» № 8174
- Медаль «За трудовое отличие», 6 февраля 1951 года
- Медаль «За доблестный труд в Великой Отечественной войне 1941—1945 гг.»